# Estilo Luis XIII

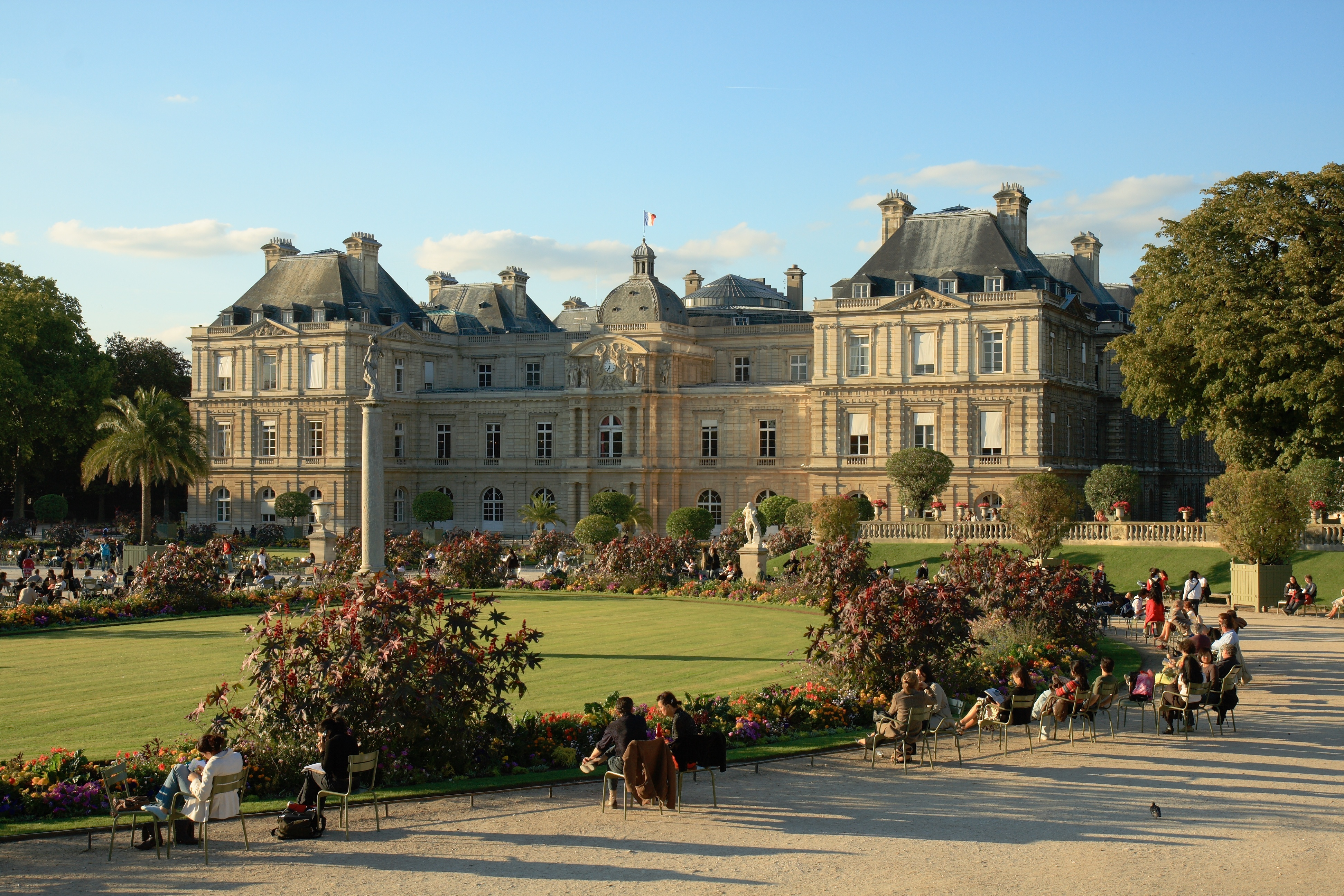
El Palacio del Luxemburgo, ejemplo de arquitectura estilo Luis XIII.

El estilo Luis XIII fue una moda del arte y la arquitectura francesa, que afectó especialmente a las artes visuales y decorativas. Su carácter distintivo como período en la historia del arte francés se relaciona con la regencia bajo la cual Luis XIII comenzó su reinado (1610–1643). Su madre y regente, María de Médici, importó el manerismo desde Italia, su país natal, y la influencia del arte italiano se manifestó con fuerza durante varias décadas. 
La pintura estilo Luis XIII estuvo influida, desde el norte, por el barroco flamenco y holandés, y desde el sur, por el manerismo italiano y los comienzos del barroco. Se desarrollaron escuelas en torno a Caravaggio y Peter Paul Rubens. Entre los pintores franceses que mezclaron elementos de escenas de género se encuentran Georges de La Tour, Simon Vouet y los hermanos Le Nain.Sin embargo la influencia de los pintores en generaciones posteriores fue minimizado por el surgimiento del clasicismo de la mano de Nicolas Poussin y sus seguidores. 
De manera análoga, la arquitectura Luis XIII también estuvo influida por los estilos italianos. El más destacado arquitecto francés de la época, Salomon de Brosse, diseñó el Palacio del Luxemburgo para Maria de Médici. De Brosse comenzó una tradición de clasicismo en la arquitectura que fue continuada por Jacques Lemercier, quien completó el Palais y cuya obra propia más famosa en el período Luis XIII es la capilla de la Sorbonne (1635). En la siguiente generación de arquitectos franceses, el barroco francés sufrirá un mayor cambio clásico. Ejemplos del mismo estilo exhibiendo fachadas de sillería en combinación con ladrillos (en este caso, falsos ladrillos de estuco —en francés, stuc brique—, los cuales tapan ladrillos de inferior calidad) son los edificios que rodean a la Plaza de los Vosgos de París. 
El mobiliario de este período es de grandes dimensiones y de carácter austero.

## Estilo neo-Luis XIII
A finales del siglo XIX y principios del XX, el estilo Luis XIII inspiró al estilo neo-Luis XIII. 
Por ejemplo, en Francia: el Ayuntamiento de Versalles, el Château de Radepont, el Château de Villersexel, el Château du Mousseau, el Château de la Maison Rouge, el Château de Combray y el Hôtel du Palais, entre otros.
En Argentina: el Palacio Huetel, el Palacio Álzaga Unzué, el Palacio Dose (demolido), el Palacio Hirsch, y los edificios del Casino Central y Hotel Provincial de la ciudad de Mar del Plata (estos últimos dos en combinación con el concepto de clasicismo despojado, muy en boga en esa época), entre otros.

## Galería

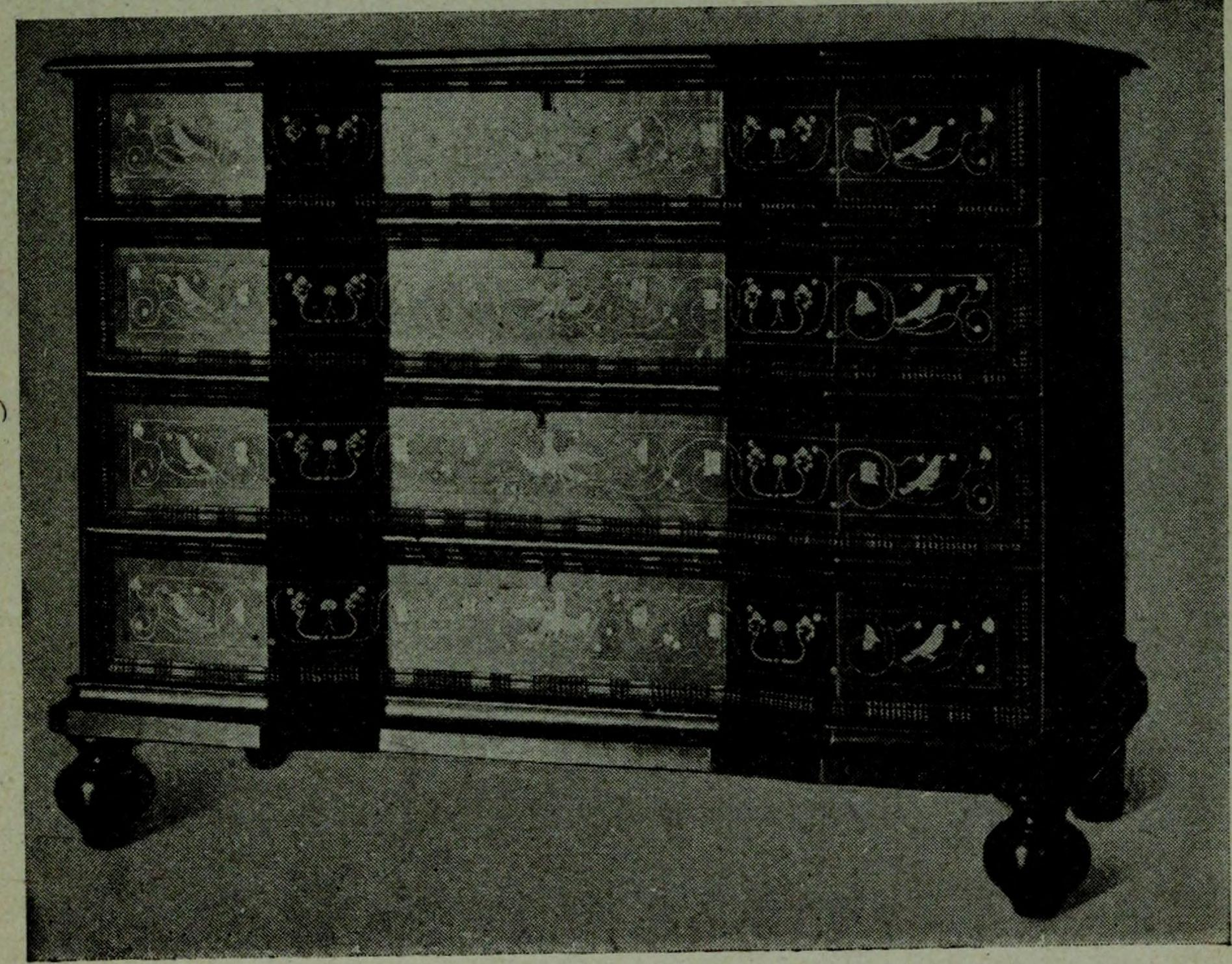
L'art de reconnaître les styles - le style Louis XIII (1920)
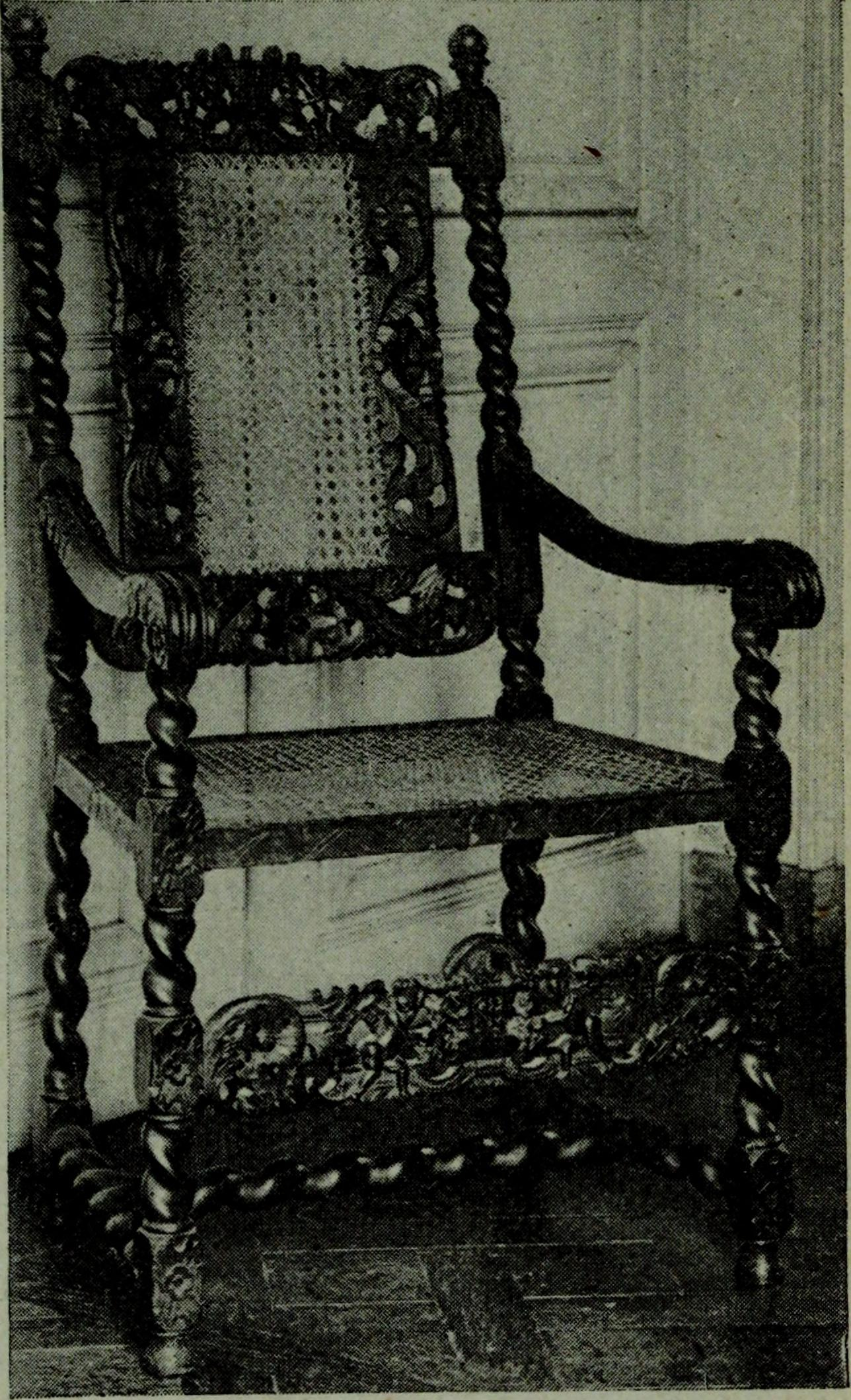
Ídem
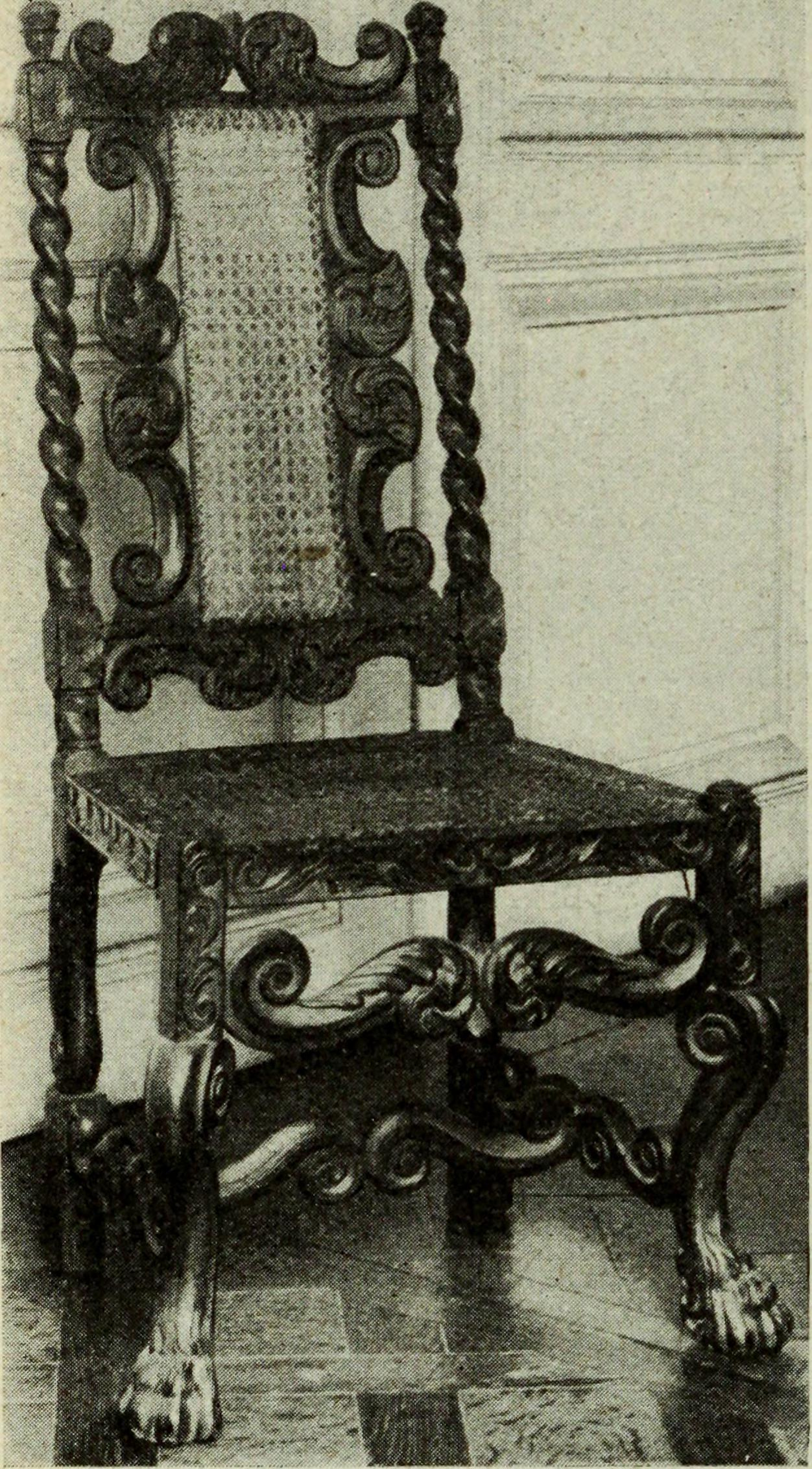
Ídem
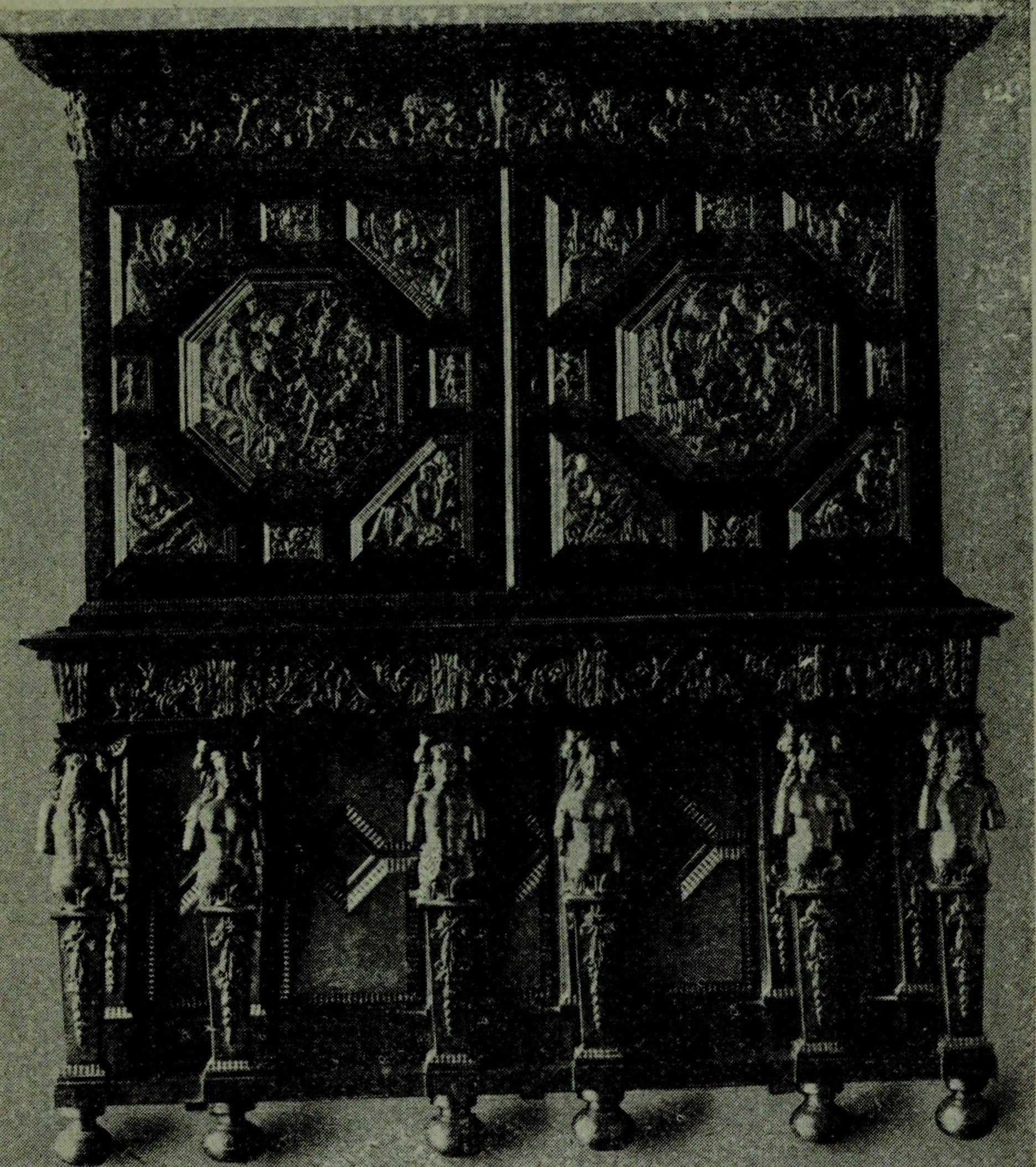
Ídem
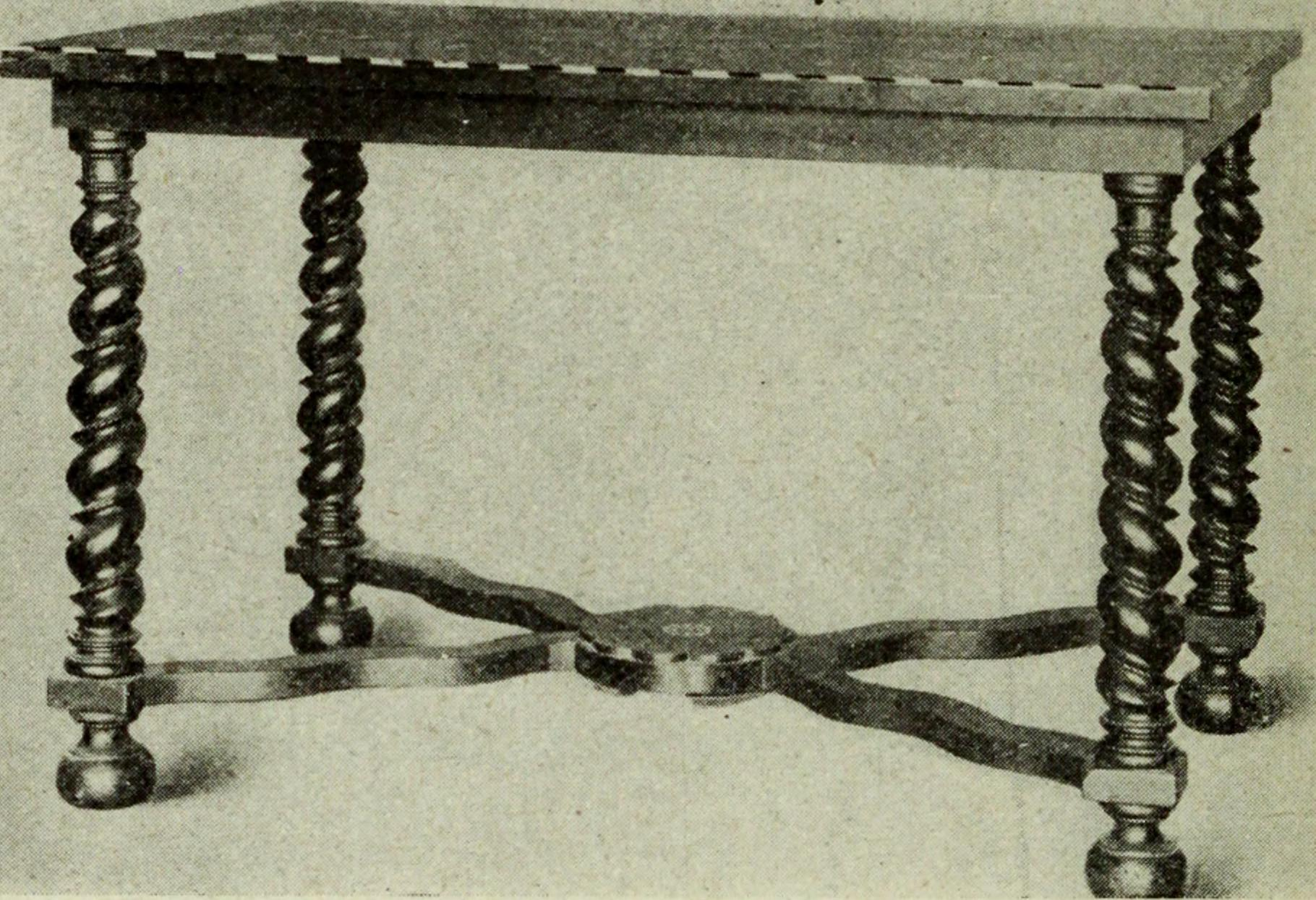
Ídem
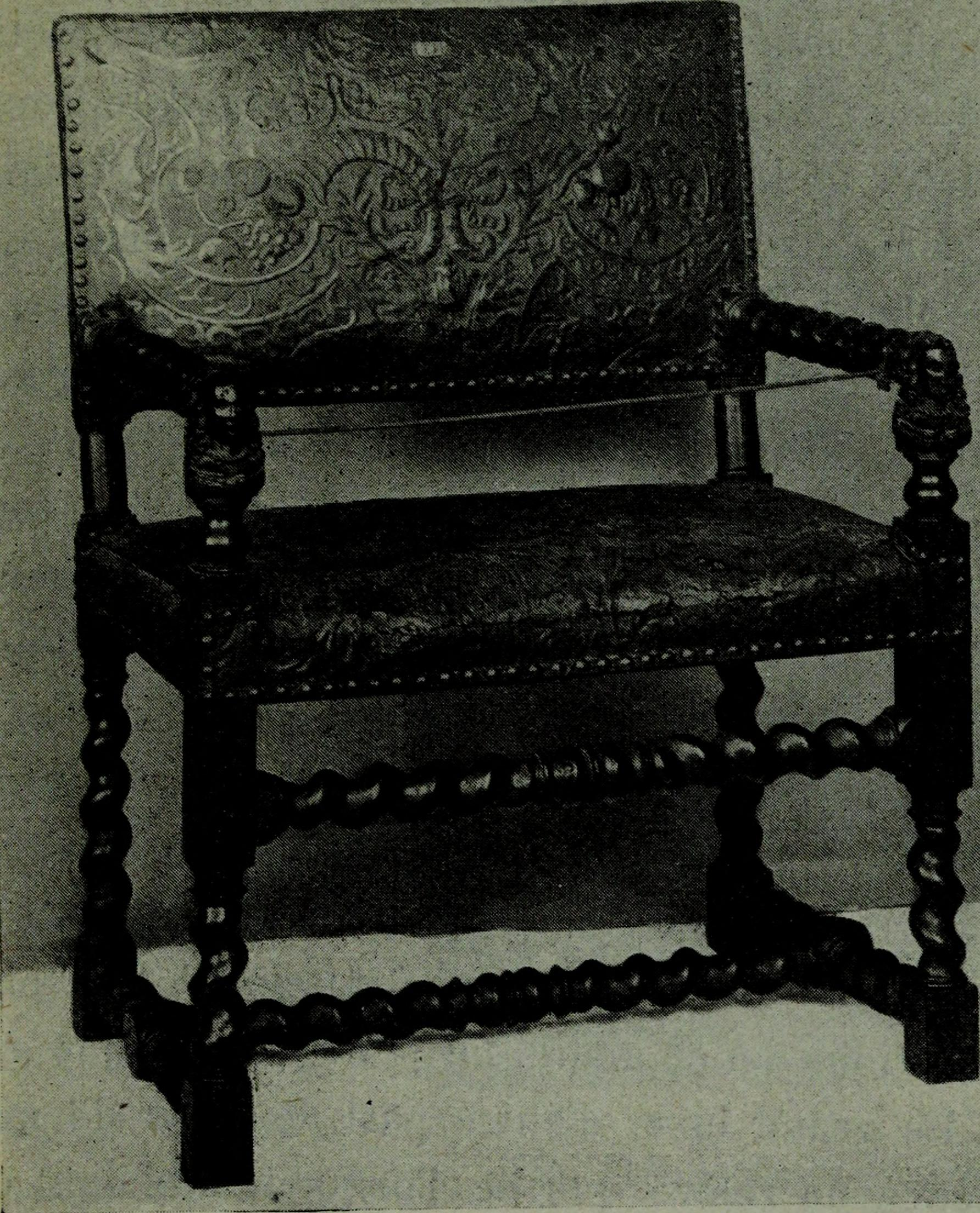
Ídem
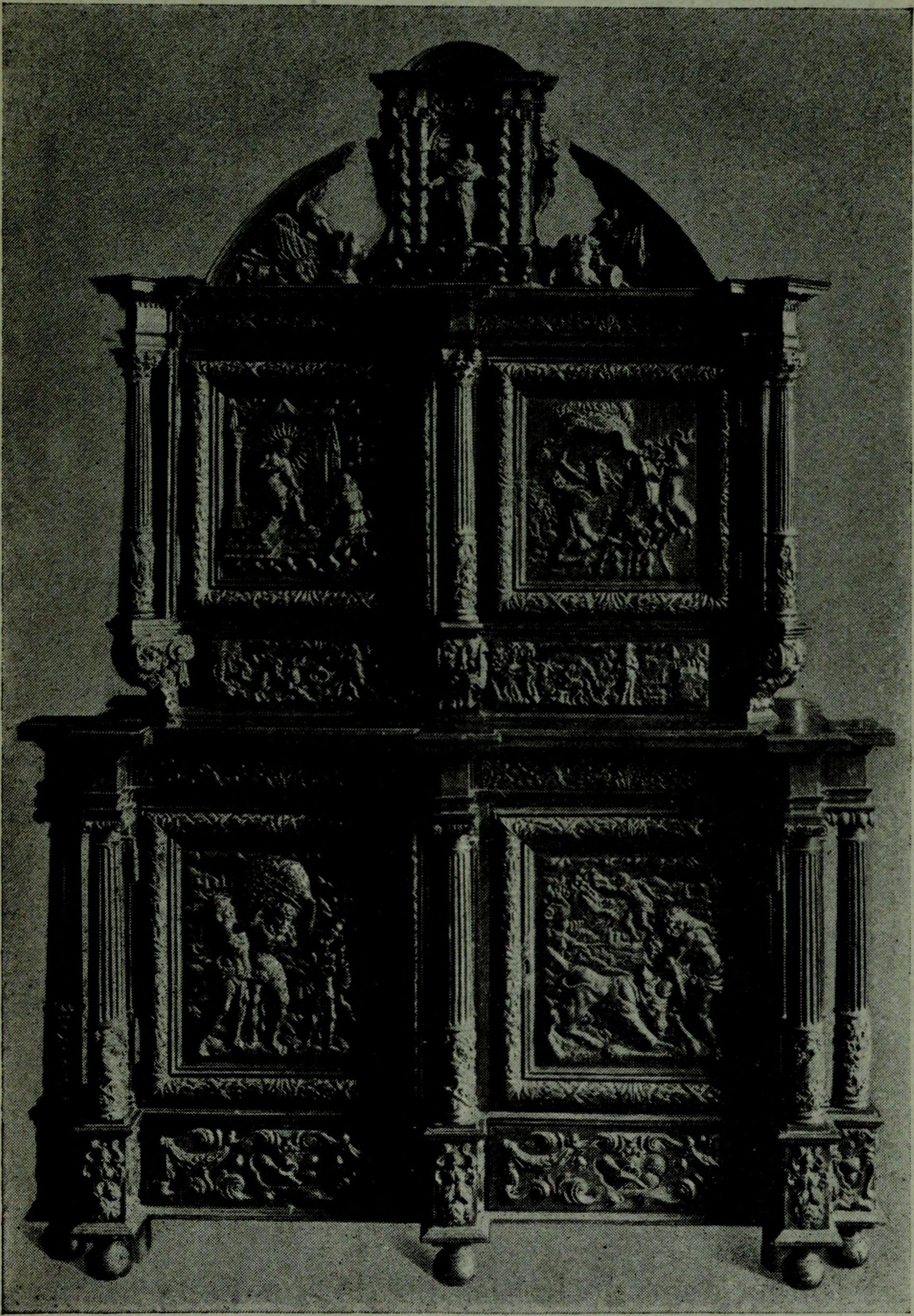
Ídem
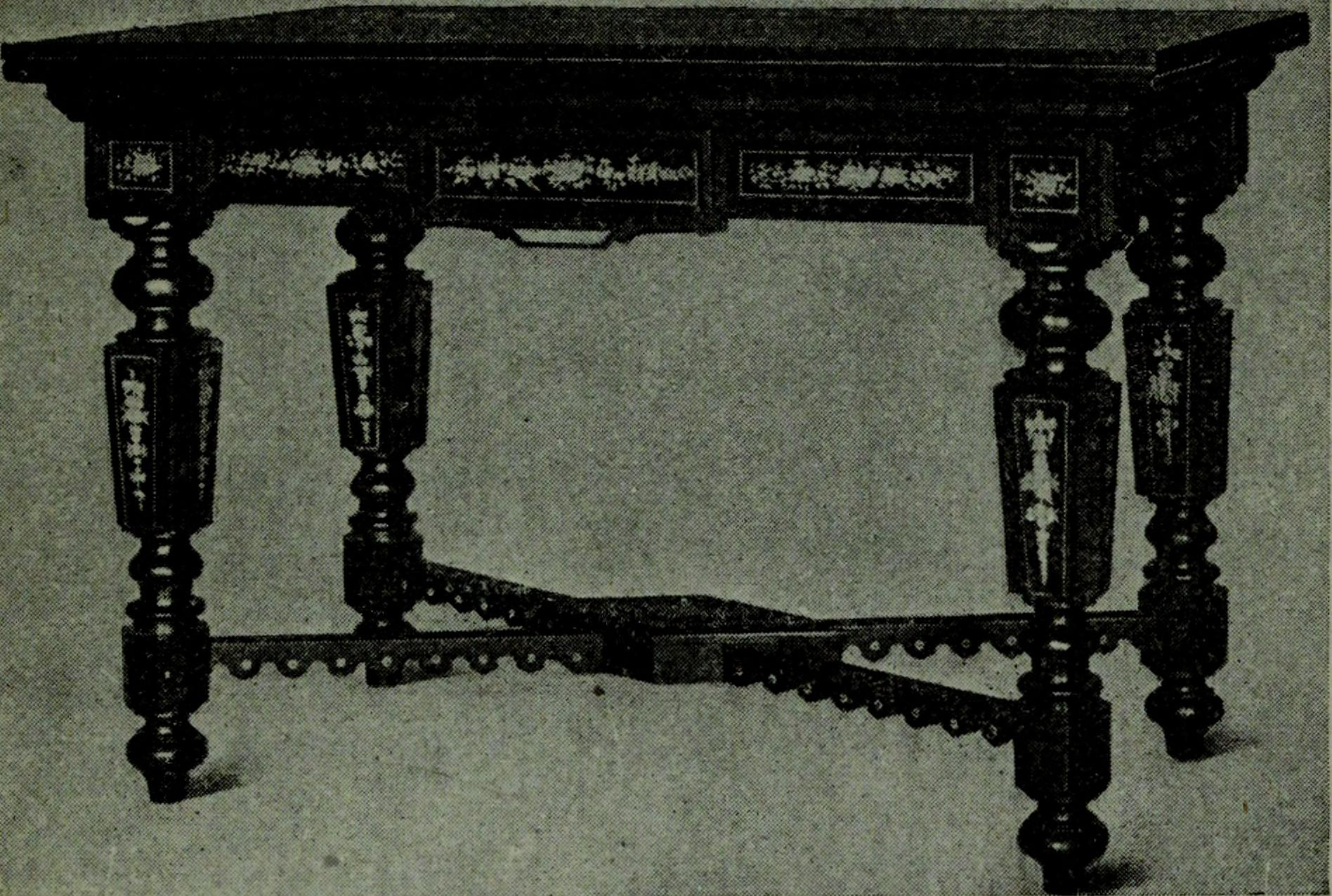
Ídem
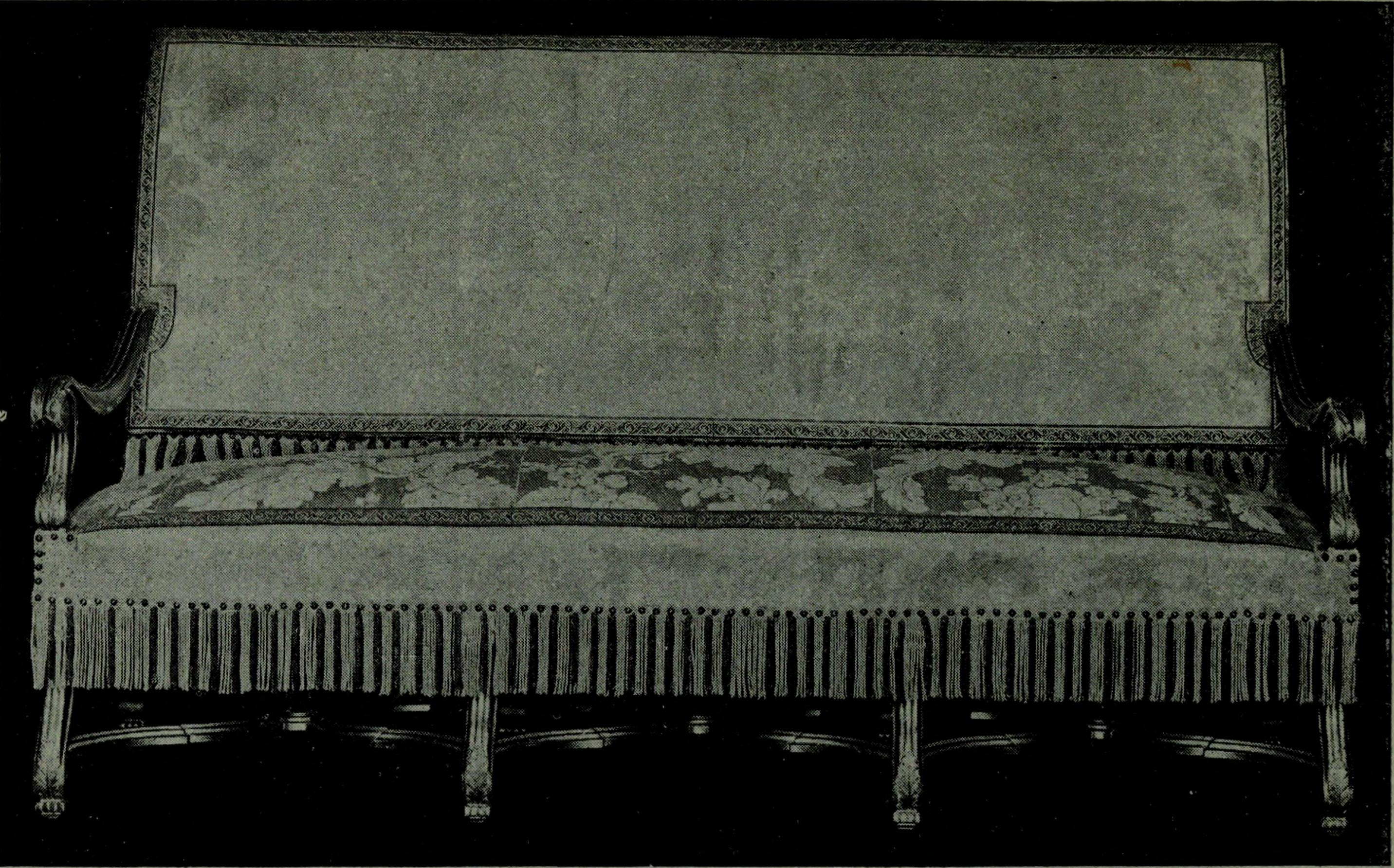
Ídem
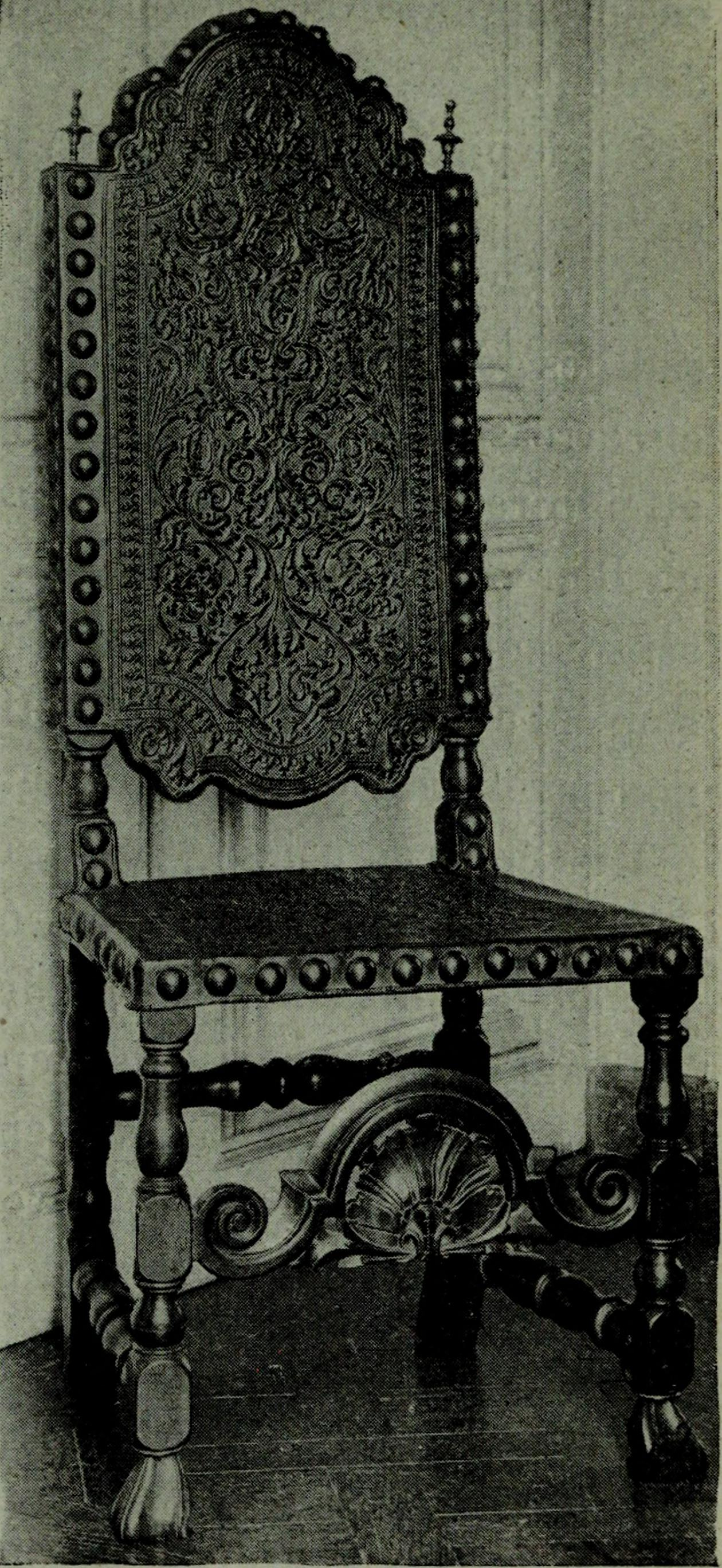
Ídem